# Lista de presidentes da Câmara Municipal de Estremoz
Esta é a lista de Presidentes da Câmara Municipal de Estremoz desde 1910: 
| Presidente                               | Início do mandato       | Fim do mandato          | Notas |
| Júlio Augusto Martins                    | 1910                    | 1911                    | Partido Republicano Português |
| Ambrósio Eduardo de Cravalho             | 1911                    | 1911                    | Mação, Coligação de Evolucionistas e Unionistas |
| Constantino José Paiva                   | 1912                    | 1914                    | Mação, Presidente da Comissão Administrativa da Câmara Municipal                                                                                             |
| Luís Ferreira de Carvalho                | 1914                    | 1917                    | Presidente da Comissão Executiva da Câmara Municipal. |
| Antero Nini Pereira Cardoso              | 12 de outubro de 1917   | 1 de janeiro de 1918    | Mação, Partido Republicano Português. Presidente da Comissão Executiva da Câmara Municipal.                                                                  |
| Manuel Duarte Baptista de Barros         | 2 de janeiro de 1918    | 4 de fevereiro de 1918  | Mação, Partido Republicano Português. Presidente da Comissão Executiva da Câmara Municipal.                                                                  |
| Manuel Inácio Jorge                      | 5 de fevereiro de 1918  | 6 de março de 1919      | Presidente da Comissão Executiva da Câmara Municipal. |
| Manuel Duarte Baptista de Barros         | 7 de março de 1919      | 1 de janeiro de 1923    | Mação, Partido Republicano Português. Presidente da Comissão Executiva da Câmara Municipal.                                                                  |
| José Lourenço Marques Crespo             | 2 de janeiro de 1923    | 13 de julho de 1926     | Partido Republicano Português. Presidente da Comissão Executiva da Câmara Municipal.                                                                         |
| Luís Sampaio                             | 3 de agosto de 1926     | 16 de março de 1927     | Militar. Presidente da Comissão Administrativa da Câmara Municipal.                                                                                          |
| José Rosado da Fonseca                   | 16 de março de 1927     | 7 de maio de 1929       | União Nacional. Presidente da Comissão Administrativa da Câmara Municipal.                                                                                   |
| José Maria Reynolds Graça Zagalo         | 19 de julho de 1929     | 26 de maio de 1930      | Presidente da Comissão Administrativa da Câmara Municipal.                                                                                                   |
| José Luís de Sousa Vergas Rocha          | 6 de junho de 1930      | 20 de março de 1931     | Presidente da Comissão Administrativa da Câmara Municipal.                                                                                                   |
| José Rosado da Fonseca                   | 21 de março de 1931     | 26 de fevereiro de 1936 | União Nacional. Presidente da Comissão Administrativa da Câmara Municipal.                                                                                   |
| José Maria Franco                        | 27 de fevereiro de 1936 | 1 de janeiro de 1938    | Militar. Presidente da Comissão Administrativa da Câmara Municipal.                                                                                          |
| Manuel Bicker de Castro Lobo Pimentel    | 2 de janeiro de 1938    | 21 de setembro de 1952  | [ 15 ] |
| Ciríaco António Sousa Costa              | 22 de setembro de 1952  | 5 de outubro de 1957    | Militar. |
| Agostinho dos Santos Macedo              | 6 de outubro de 1957    | 28 de outubro de 1961   | [ 17 ] |
| Luís Pascoal Rosado                      | 29 de outubro de 1961   | 15 de fevereiro de 1971 | [ 18 ] |
| Jorge Cortes de Sousa Maldonado          | 22 de abril de 1971     | 18 de junho de 1974     | [ 19 ] |
| Francisco Roldão Pinheiro                | 4 de outubro de 1974    | 24 de março de 1975     | [ 20 ] |
| António João Véstia da Silva             | 28 de março de 1975     | 31 de dezembro de 1976  | Presidente da Comissão Administrativa Ad hoc da Câmara Municipal.                                                                                            |
| António João Véstia da Silva             | 1977                    | 29 de dezembro de 1982  | Presidente eleito após as eleições autárquicas de 1976 e 1979.                                                                                               |
| José Emílio Câmara Vasconcelos Guerreiro | 30 de dezembro de 1982  | 1 de janeiro de 1986    | [ 22 ] |
| João António Primo Carrapiço             | 2 de janeiro de 1986    | 1 de janeiro de 1990    | [ 23 ] |
| António João Véstia da Silva             | 2 de janeiro de 1990    | 1 de janeiro de 1992    | [ 21 ] |
| José Gomes Palmeiro da Costa             | 17 de novembro de 1992  | 1993                    | [ 24 ] |
| José do Nascimento Dias Sena             | 3 de janeiro de 1994    | 9 de junho de 1994      | [ 25 ] |
| Luís Filipe Pereira Mourinha             | 17 de junho de 1994     | 31 de outubro de 2005   | Eleito pelo Partido Comunista Português |
| José Alberto Leal Fateixa Palmeiro       | 1 de novembro de 2005   | 2009                    | Eleito pelo Partido Socialista |
| Luís Filipe Pereira Mourinha             | 2009                    | 2019                    | Eleito pelo Movimento Independente por EstremozPerdeu o mandato em Fevereiro de 2019, na sequência de uma condenação em tribunal pelo crime de prevaricação. |
| Francisco João Ameixa Ramos              | 2019                    | 2021                    | Assumiu o cargo de presidente após a perda de mandato de Luís Mourinha..                                                                                     |
| José Daniel Pena Sádio                   | 2021                    | Presente                | Eleito pelo Partido Socialista |